# Steve McClure
Pour les articles homonymes, voir McClure.
Steve McClure, né le 25 juillet 1970, est un grimpeur britannique ayant réussi à passer, Mutation et Northern Light, deux voies cotées 9a, puis Overshadow, une cotée 9a+, et Rainman, 9b, première voie de Grande-Bretagne de cette cotation.
En 2002, McClure devint le premier britannique à finir plus de 100 voies cotées 8a ou plus complexe en l'espace de 12 mois. Il a par ailleurs été champion de son pays en intérieur en 2000. Steve McClure attribue son succès à « son engagement, au-delà de toute motivation, un soupçon de chance et de génétique. »
Vers la fin mai 2007, il est le premier à effectuer l'ascension de l'Overshadow à Malham Cove, classée 9a+. En juin 2017, Steve McClure réalise la première ascension de Rainman, à Malham Cove toujours, qu'il estime à 9b. Il devient donc le premier grimpeur britannique à franchir du 9b et sa voie Rainman, connexion de plusieurs voies du secteur Malham Cove, serait donc la voie la plus difficile de son pays, à ce jour (avril 2018) jamais répétée par un autre grimpeur.
Il est sponsorisé depuis 2000 par Petzl ainsi que par Five Ten (en), Beal et Fat Face.